# Gymnopilus excentriciformis
Gymnopilus excentriciformis là một loài nấm thuộc họ Cortinariaceae.